# Thoracibidion fasciiferum
Thoracibidion fasciiferum là một loài bọ cánh cứng trong họ Cerambycidae.